# Hippocrepininae
Hippocrepininae es una subfamilia de foraminíferos bentónicos de la familia Hippocrepinidae, de la superfamilia Hippocrepinoidea, del suborden Hippocrepinina y del orden Astrorhizida. Su rango cronoestratigráfico abarca desde el Pennsylvaniense superior (Carbonífero superior) hasta la Actualidad.

## Discusión
Clasificaciones previas incluían Hippocrepininae en el suborden Textulariina del orden Textulariida.

## Clasificación
Hippocrepininae incluye a los siguientes géneros:
- Giraliarella †
- Hippocrepina
- Hyperamminoides †
- Pseudohyperammina †

Otros géneros inicialmente asignados a Hippocrepininae y actualmente clasificados en otras subfamilias y/o familias son:
- Aciculella †, ahora en la subfamilia Jaculellinae
- Arenosiphon †, ahora en la subfamilia Jaculellinae
- Jaculella, ahora en la subfamilia Jaculellinae
- Protobotellina, ahora en la familia Botellinidae
- Tasmanammina †, ahora en la subfamilia Jaculellinae